# Resolutie 726 Veiligheidsraad Verenigde Naties
Resolutie 726 van de Veiligheidsraad van de Verenigde Naties was de eerste resolutie van de VN-Veiligheidsraad in 1992 en werd op 6 januari van dat jaar unaniem aangenomen. Men veroordeelde Israël, dat opnieuw Palestijnen deporteerde uit de bezette gebieden.

## Achtergrond
Tijdens de Zesdaagse Oorlog bezette Israël verschillende stukken grondgebied van zijn tegenstanders, waarvan het een deel annexeerde. Rond de jaarwisseling van 1988 brak geweld uit in de Gazastrook en de Westelijke Jordaanoever. Israël greep in met harde maatregelen. Eén daarvan was deportatie naar Zuidelijk Libanon. Dergelijke straf is echter in strijd met de internationale wet en de Vierde Geneefse Conventie in het bijzonder.

## Inhoud
De Veiligheidsraad memoreerde aan de verplichtingen van de lidstaten onder het Handvest van de Verenigde Naties. Ook werden de resoluties 607, 608, 636, 641 en 694 in herinnering gebracht.
De Raad was geïnformeerd over de Israëlische beslissing om twaalf Palestijnse burgers te deporteren uit de bezette gebieden. De beslissing om de deportaties te hervatten werd veroordeeld. Er werd bevestigd dat de Vierde Geneefse Conventie van toepassing was op de bezette gebieden, waaronder Jeruzalem.
Israël werd gevraagd om als bezetter geen Palestijnse burgers te deporteren. Israël kreeg ook het verzoek om de gedeporteerden veilig te laten terugkeren. Besloten werd de kwestie in het oog te houden.

## Verwante resoluties
- Resolutie 701 Veiligheidsraad Verenigde Naties (1991)
- Resolutie 722 Veiligheidsraad Verenigde Naties (1991)
- Resolutie 734 Veiligheidsraad Verenigde Naties
- Resolutie 756 Veiligheidsraad Verenigde Naties

Lijst ·  726 ·  727 ·  728 ·  729 ·  730 ·  731 ·  732 ·  733 ·  734 ·  735 ·  736 ·  737 ·  738 ·  739 ·  740 ·  741 ·  742 ·  743 ·  744 ·  745 ·  746 ·  747 ·  748 ·  749 ·  750 ·  751 ·  752 ·  753 ·  754 ·  755 ·  756 ·  757 ·  758 ·  759 ·  760 ·  761 ·  762 ·  763 ·  764 ·  765 ·  766 ·  767 ·  768 ·  769 ·  770 ·  771 ·  772 ·  773 ·  774 ·  775 ·  776 ·  777 ·  778 ·  779 ·  780 ·  781 ·  782 ·  783 ·  784 ·  785 ·  786 ·  787 ·  788 ·  789 ·  790 ·  791 ·  792 ·  793 ·  794 ·  795 ·  796 ·  797 ·  798 ·  799